# کاندی تکنولوژی
کاندی تکنولوژی (انگلیسی: Kandi Technologies) شرکت خودروسازی چینی است، که در سال ۲۰۰۱ تأسیس شد.